# Бурцев, Афанасий Павлович
Афана́сий Па́влович Бурцев (1808 или 1810, Российская империя — 4 [16] октября 1857, Муром, Владимирская губерния) — русский дворянин из рода Бурцовых, муромский уездный предводитель дворянства (1845—1847), отставной поручик.

## Биография
Родился в 1810 году (по другим данным — в 1808 году).
Вступил в военную службу из которой вышел в отставку в чине поручика. На 1835 год владел деревней Зимёнки.
С 1845 по 1847 год был в должности Муромского уездного предводителя дворянства.
Скончался 4 октября 1857 года и был погребён в Муромском Спасо-Преображенском монастыре.

## Семья
- Братья — Михаил (1816 — ?), Александр (1828 — 9.9.1870[3]) проживали (на 1835 год) вместе с семьёй Афанасия.
- Жена — Елизавета Ивановна Брюхова (1818 — ?)
- Сын — Ипполит (1835—1898), муромский уездный предводитель дворянства.